# سیمون ریزاتو
سیمون ریزاتو (انگلیسی: Simone Rizzato؛ زادهٔ ۲۱ سپتامبر ۱۹۸۱) بازیکن فوتبال اهل ایتالیا است.
از باشگاه‌هایی که در آن بازی کرده‌است می‌توان به باشگاه فوتبال رجینا، باشگاه فوتبال پروجا، باشگاه فوتبال تراپانی، باشگاه فوتبال تورینو، باشگاه فوتبال کیه‌وو ورونا، و باشگاه فوتبال آنکونا اشاره کرد.